# Stelzlager
Stelzlager sind aus Kunststoff angefertigte kreisförmige Scheiben, auf denen ein aus vier Stegen bestehendes Fugenkreuz angebracht ist. Sie werden verwendet, um Terrassenplatten ohne Mörtel verlegen zu können und dabei unter der Terrassenplatte einen Hohlraum zu schaffen, durch den das Oberflächenwasser ablaufen kann. Das Wasser gelangt durch die offen gelassenen (nicht verfugten) Plattenfugen unter die Terrassenfläche und wird dort über ein Gefälle abgeleitet.

## Beschaffenheit
Zur Verlegung von Terrassenplatten mit einem Hohlraum unter den Platten wurden ursprünglich (und teilweise noch heute) Mörtelsäckchen benutzt.
Der Begriff Stelzlager bezieht sich heute vorrangig auf höhenverstellbare Stelzlager. Sie bestehen meist aus einem Unterteil (Fuß), einem Gewindeteil und einem Oberteil. Das Oberteil bildet die Auflage für die Terrassenplatten und trägt ein aus vier Stegen bestehendes Fugenkreuz. Es sind Fugen mit 3 bis 4 mm üblich. Die Stelzlager ermöglichen eine Hohlraumhöhe unter den Terrassenplatten von 15 bis über 500 mm. Mit ihnen wird eine waagrechte Terrassenfläche hergestellt, obwohl der Unterbau (unter den Terrassenplatten) ein Gefälle (meistens 1 bis 3 %) aufweist.
Um große Hohlraumhöhen zu erreichen, werden zwischen Unter- und Oberteil mehrere Gewindezwischenstücke eingesetzt.
Die Belastbarkeit der Stelzlager für Terrassen liegt bei ca. 500 kg. Für Parkdecks gibt es spezielle starre Stelzlager mit entsprechend höherer Belastbarkeit.

## Ausführungsformen

### Gewindelose Stelzlager
Für geringe Höhen gibt es zwei unterschiedliche Lagertypen, zum einen das starre Stelzlager, zum anderen ein gewindeloses Lager.
Die starre Stelzlager können durch ein Stecksystem beliebig oft aufeinandergerastet werden, in Kombination mit Ausgleichsringen kann jede Höhe erreicht und Neigungen von 0,5 bis 5 % ausgeglichen werden. Starre Stelzlager und Ausgleichsscheiben gibt es in mehreren Varianten.
Die gewindelosen Lager weisen am Außenumfang eine Treppenverzahnung beim Unter- und Oberteil auf die und durch Drehen des Oberteils gegen das Unterteil eine Höhenverstellung ermöglichen. Sie gestatten Höhenunterschiede von 12 bis 70 mm.
Sie sind in Schritten von 1 % verstellbar.
Weitere gewindelose Ausführungen verwenden verschiebbare Keile für die Höheneinstellung. Damit sind Höhen von 25 bis 35 mm in 1-mm-Schritten einstellbar.

### Stelzlager mit Gewinde
Höhenverstellbare Stelzlager mit Gewinde sind eine gute Alternative zu starren Stelzlagern. Hierbei unterscheidet man zwischen Stelzlagern  mit 4 separaten Gewinden (von 35 bis 60 mm einsetzbar) und Terrassen-Stelzlagern mit einem einzigen Vollgewinde (von ca. 50 bis über 500 mm einsetzbar). Durch die separaten Gewinde kann jede Terrassenplatten-Ecke unabhängig von den drei anderen Platten-Ecken verstellt werden. Diese Stelzlager (Mittellager) sind, je nach Hersteller, noch in Randlager und Ecklager teilbar. Sie können durch das Unterlegen von passenden Plattenlagern bis 100 mm Höhe verwendet werden.
Die Stabilität bei größeren Höhen ist mit 4-Spindel-Stelzlagern nicht mehr gewährleistet. Hier werden 1-Spindel-Stelzlager mit einem großen Gewindedurchmesser verwendet. Sie sind deshalb nicht mehr in Rand- und Ecklager teilbar. Hier ist das Einsetzen von Gewinde-Zwischenstücken möglich.
Es lassen sich Höhen von 40 bis 500 mm und mehr realisieren.

## Verwendetes Material
Als Stelzlagermaterial kommen Polyethylen und Polypropylen zum Einsatz.
Die meisten Stelzlager bestehen aus schwarzen Kunststoff. Es gibt aber auch Lager in roter und blauer Farbe. Für dekorative Zwecke werden Stelzlager aus durchsichtigem Kunststoff hergestellt, mit durchsichtigen Platten belegt und unterhalb der
Platten farbig beleuchtet.

## Verwendung
Auf Stelzlagern werden Platten aus Betonwerkstein, Granit, Keramik (2 cm stark) und Holz, sowie Gitterroste verlegt.
Die mörtellose Verlegung wird bei Garten- und Dachterrassen, Balkons und Gehwegen verwendet.
Die Platten können auf Stelzlagern mit Kreuzfuge (Schachbrettmuster) oder versetzt (mit T-Fuge) verlegt werden.

## Verwandte Begriffe
Neben dem Stelzlager wird der Begriff Plattenlager verwendet. Die ursprünglichen Plattenlager haben eine feste Höhe und sind teilweise auch stapelbar. Um bei Plattenlagern die Höhe zu variieren, werden Ausgleichsscheiben verwendet. Die Produktpalette der starren Plattenlager wurde vor Jahren durch die höhenverstellbaren Plattenlager erweitert. Weniger häufig werden die Bezeichnungen Stelzenlager oder Terrassenlager verwendet.